# Liste des monastères de culture arménienne
Pour un article plus général, voir Architecture arménienne.
Les monastères arméniens désignent l'ensemble des monastères relevant de l'Église apostolique arménienne, à de rares exceptions près. Ils ont été érigés depuis le IVe siècle sur le territoire de l'Arménie historique — considéré traditionnellement comme correspondant au territoire du royaume d'Arménie à son apogée — et situés aujourd'hui en Arménie, en Azerbaïdjan et au Haut-Karabagh, en Géorgie, en Iran et en Turquie, ainsi que sur le territoire de l'ancien royaume arménien de Cilicie et dans les régions du monde où la diaspora arménienne s'est implantée au fil des siècles. 
- Haut – A
- B
- C
- D
- E
- F
- G
- H
- I
- J
- K
- L
- M
- N
- O
- P
- Q
- R
- S
- T
- U
- V
- W
- X
- Y
- Z

## A

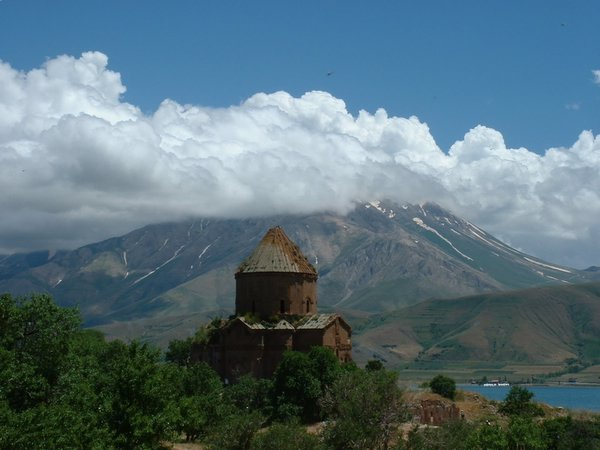
Aghtamar.

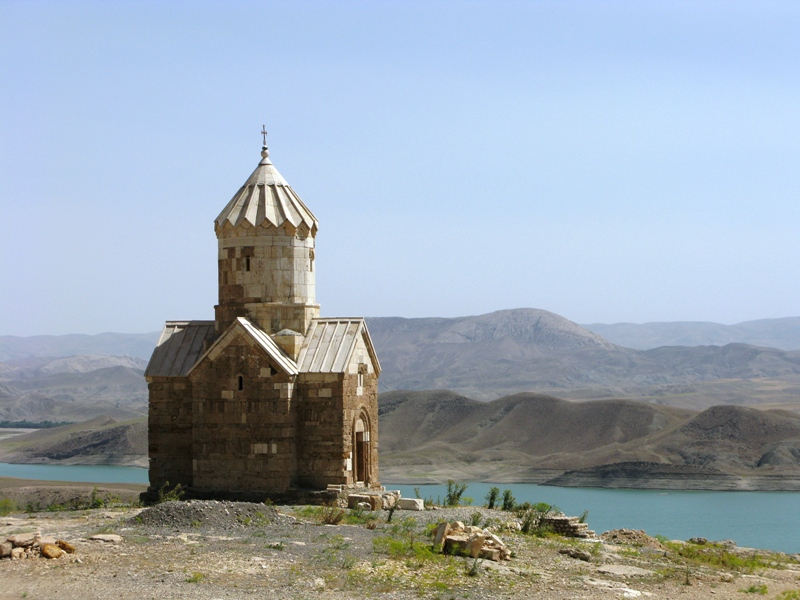
Sourp Astvatsatsin de Dzordzor.

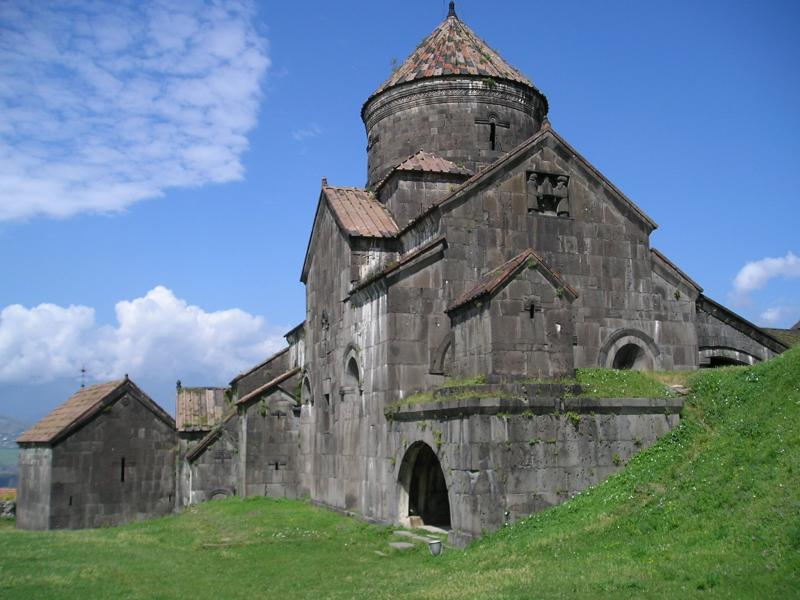
Haghpat.

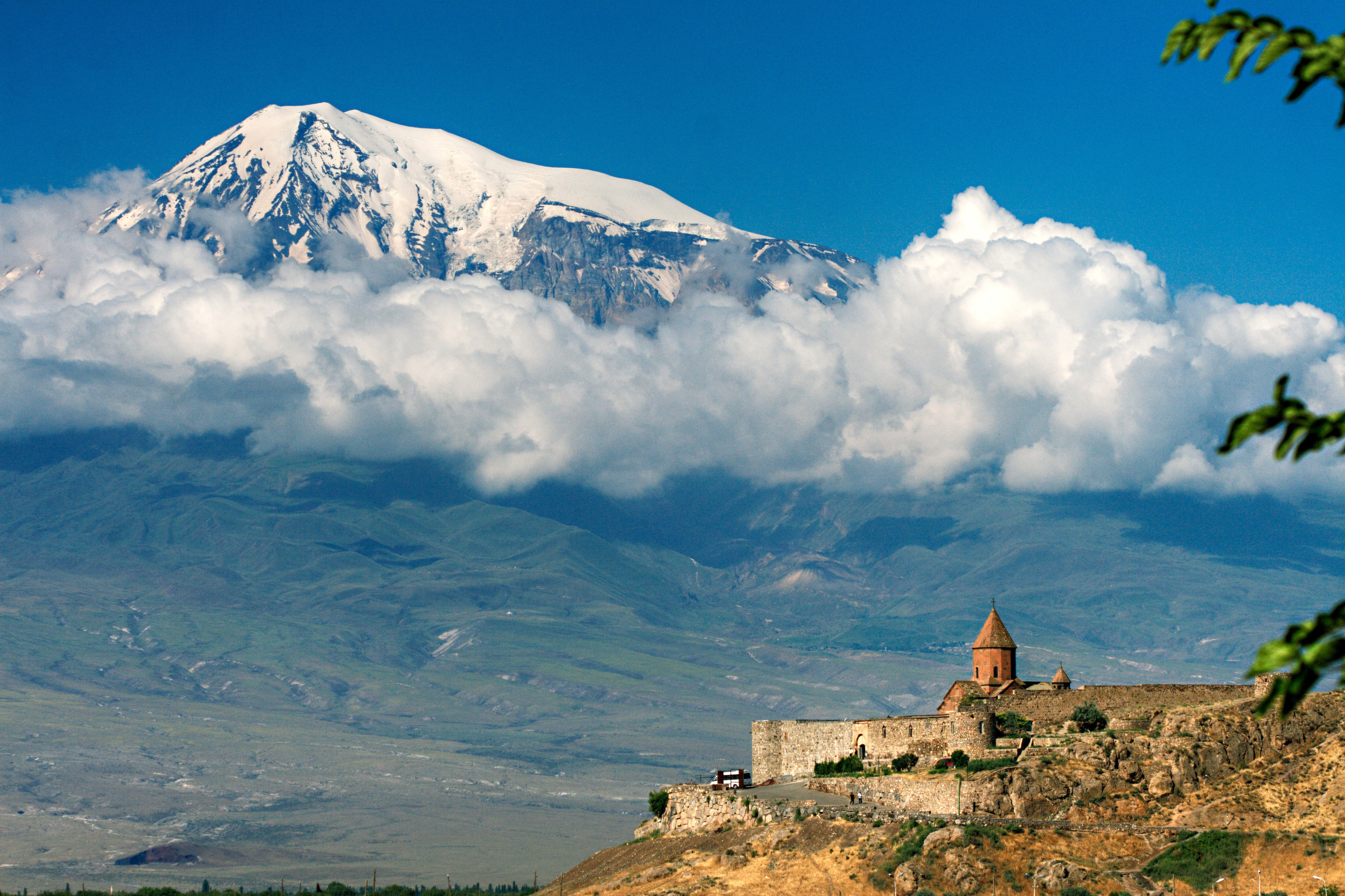
Khor Virap.

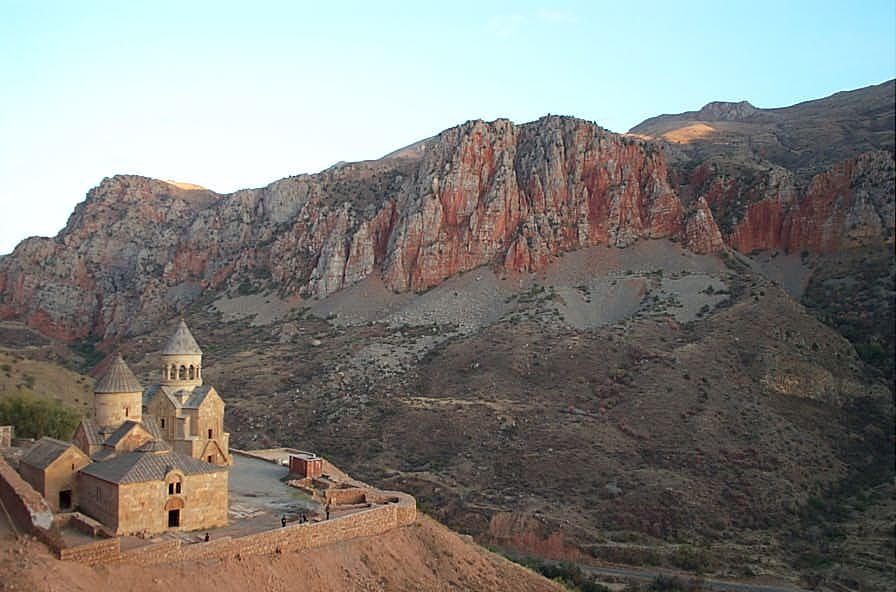
Noravank.

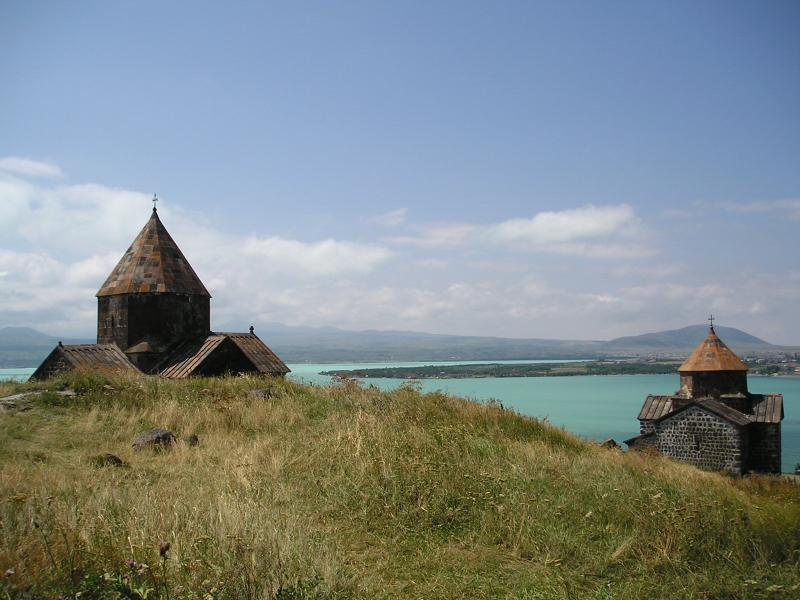
Sevanavank.

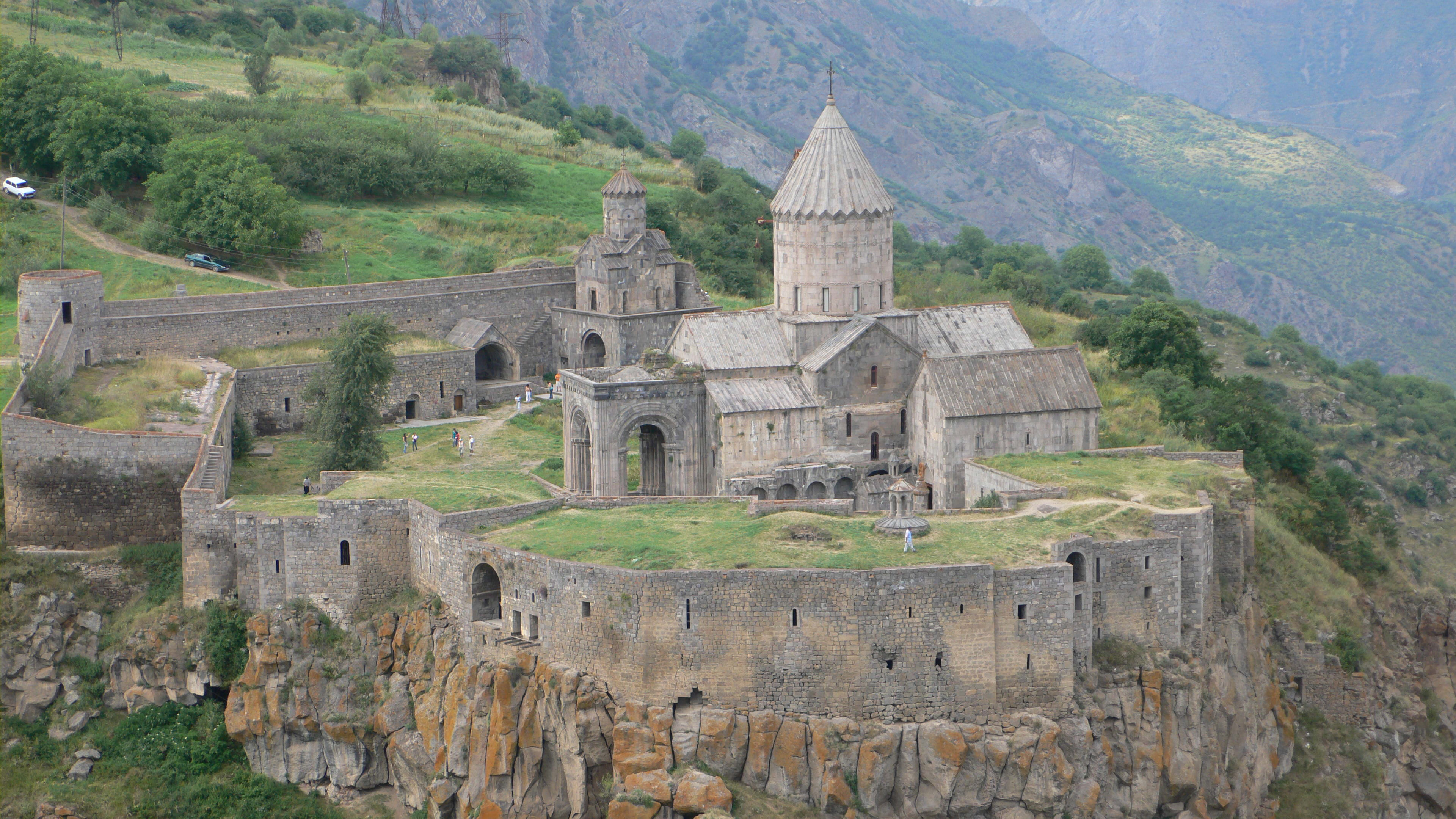
Tatev.

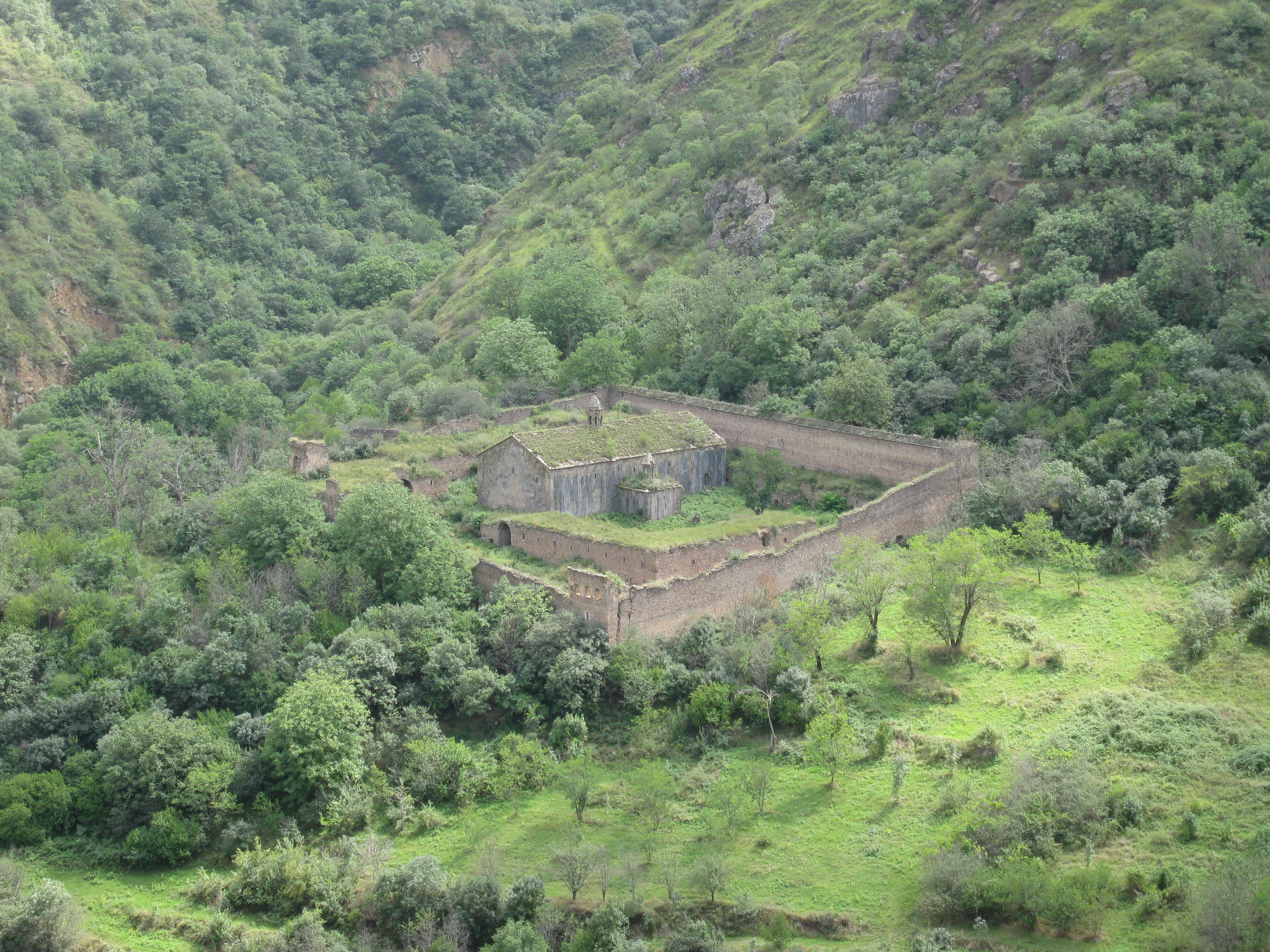
Tatevi Anapat.

- Aghjots Vank
- Aghtamar
- Akhtala
- Amaras
- Aparank

## B
- Banak
- Bardzrakach
- Bgheno-Noravank

## D
- Dadivank
- Dzordzor

## E
- Ererouk
- Erits Mankants

## G
- Gandzasar
- Geghard
- Gladzor
- Gndevank
- Gochavank
- Gtichavank

## H
- Haghartsin
- Haghpat
- Haritchavank
- Havuts Tar
- Hayravank
- Hnevank
- Horomayr
- Horomos
- Hovhannavank

## K
- Karmravank
- Katarovank
- Ketcharis
- Khorakert
- Khoranachat
- Khor Virap
- Khtzkonk
- Khuchap
- Kirants
- Kobayr
- Ktuts Anapat

## L
- Lmpat

## M
- Makaravank
- Makenyats Vank
- Makravank
- Marmashen
- Monastère mékhitariste de Vienne

## N
- Narek
- Nor Varagavank
- Noravank

## O
- Oshk Vank

## S
- Saghmosavank
- Saint-Barthélemy d'Aghbak
- Sainte-Croix de Sourkhat
- Saint-Élisée-l'Apôtre
- Saint-Georges de Moughni
- Saint-Karapet
- Saint-Serge d'Ushi
- Saints-Apôtres
- Saints-Apôtres (Tavush)
- Saint-Stepanos de Jolfa
- Saints-Traducteurs
- Saint-Thaddée
- Sanahin
- San Lazzaro degli Armeni
- Sevanavank
- Spitakavor

## T
- Tanahat
- Tatev
- Tatevi Anapat
- Tegh
- Tegher
- Tsaghatskar
- Tsitsernavank

## V
- Vahanavank
- Vanevan
- Varagavank
- Monastère des Vierges
- Vorotnavank